# Ouédrancin
Ouédrancin, parfois orthographié Ouédrassen, est une localité située dans le département de Ouahigouya de la province du Yatenga dans la région Nord au Burkina Faso.

## Géographie
Ouédrancin se trouve à environ 10 km au nord-ouest du centre de Ouahigouya, le chef-lieu de la province, et à 6 km au nord-ouest de Roba.

## Économie
Depuis quelques années le territoire du village est exploité de manière artisanale pour ses fillons aurifères.

## Santé et éducation
Le centre de soins le plus proche de Ouédrancin est le centre de santé et de promotion sociale (CSPS) de Roba tandis que le centre hospitalier régional (CHR) de la province se trouve à Ouahigouya.
Ouédrancin possède une école primaire publique composée de six classes.